# For Unlawful Carnal Knowledge
| Recensione    | Giudizio |
| ------------- | -------- |
| AllMusic      |          |
| Rolling Stone |          |

For Unlawful Carnal Knowledge è il nono album in studio del gruppo musicale statunitense Van Halen, pubblicato il 18 giugno 1991 dalla Warner Bros. Records.

## Il disco
Conosciuto anche come F.U.C.K., doveva essere inizialmente intitolato così per volontà del cantante Sammy Hagar, che poi decise di nominarlo For Unlawful Carnal Knowledge (letteralmente per una conoscenza carnale illegale) dopo essere stato informato dal pugile Ray Mancini che la parola Fuck è l'acronimo di tale frase.
L'album segna un parziale ritorno da parte del gruppo alle sonorità degli esordi: le tastiere, molto presenti nelle precedenti incisioni, vengono utilizzate di meno e sostituite dove possibile da strumenti acustici come il pianoforte. Questo album segna anche il ritorno alla produzione di Ted Templeman, il produttore dei primi album dei Van Halen, dopo il distacco avvenuto nei primi anni ottanta. Nella prima traccia, intitolata Poundcake, Eddie van Halen ricorre all'uso di un trapano elettrico per realizzare l'intro e l'assolo di chitarra, mentre l'ultima, Top of the World, ha un riff ripreso da quello finale della hit Jump. La traccia 316, breve assolo strumentale, è dedicata a Wolfgang van Halen, figlio di Eddie (è infatti la sua data di nascita) attuale bassista del gruppo. Il brano tuttavia era stato composto anni prima la nascita di Wolfgang, un breve estratto appare infatti in Live Without a Net.
Nel 1992 il disco è stato premiato con il Grammy Award alla miglior interpretazione hard rock.

## Tracce
Testi e musiche di Sammy Hagar, Eddie van Halen, Alex van Halen e Michael Anthony.
1. Poundcake – 5:21
2. Judgement Day – 4:38
3. Spanked – 4:52
4. Runaround – 4:21
5. Pleasure Dome – 6:57
6. In 'n' Out – 6:04
7. Man on a Mission – 5:03
8. The Dream Is Over – 3:59
9. Right Now – 5:21
10. 316 (strumentale) – 1:29
11. Top of the World – 3:54

## Singoli
- Poundcake (1991)
- Runaround (1991)
- Top of the World (1991)
- The Dream Is Over (1992)
- Right Now (1992)
- Man on a Mission (1992)

## Formazione

### Gruppo
- Sammy Hagar – voce
- Eddie van Halen – chitarra, pianoforte, cori
- Michael Anthony – basso, cori
- Alex van Halen – batteria, percussioni

### Altri musicisti
- Steve Lukather – cori in Top of the World

### Produzione
- Andy Johns – produzione, ingegneria del suono, missaggio
- Ted Templeman – produzione, missaggio
- Van Halen – produzione
- Lee Herschberg – ingegneria del suono
- Michael Scott – ingegneria del suono, missaggio
- Jeri Heiden – direzione artistica
- David Seltzer, Glen Wexler – fotografia

## Classifiche
| Classifica (1991) | Posizione massima |
| ----------------- | ----------------- |
| Australia         | 5                 |
| Austria           | 21                |
| Canada            | 4                 |
| Finlandia         | 7                 |
| Germania          | 6                 |
| Giappone          | 11                |
| Nuova Zelanda     | 25                |
| Paesi Bassi       | 24                |
| Regno Unito       | 12                |
| Stati Uniti       | 1                 |
| Svezia            | 17                |
| Svizzera          | 11                |